# Slavíček (Ralská pahorkatina)
Slavíček (německy Slabitschken) je kopec o nadmořské výšce 538 m, nacházející se 1,5 km jihovýchodním směrem od obce Sloup v Čechách v okrese Česká Lípa. Základní stavební horninou vrchu je čedič, který ve vrcholových partiích tvoří skaliska s patrnou sloupcovitou odlučností. Svahy Slavíčku jsou zarostlé smíšeným, povětšinou bukovým lesem. Zvláštností je, že tato čedičová žíla vystupuje nad okolní krajinu, tvořenou pískovcovými sedimenty.

## Umístění
Vrchol kopce Slavíček je na katastru obce Sloup v Čechách, malá JV část svahů na katastru obce Svojkov. Spolu s řadou okolních kopců náleží do Cvikovské pahorkatiny.

## Okolí

### Modlivý důl
Pod jihovýchodními svahy Slavíčku poblíž obce Svojkov se nachází Modlivý důl. Jedná se o hluboké zalesněné údolí, po jehož stranách se tyčí pískovcové skály. Původně se nazýval Smolný důl, jelikož se zde pálilo dřevěné uhlí a získávala smola. Ve střední části dolu je do skály vytesána kaple s gotickými oblouky, kterou roku 1836 vytvořil sloupský sochař Antonín Wagner. Roku 1903 byla kaple upravena do podoby lurdské jeskyně (mariánské poutní místo). Modlivý důl má jako poutní místo již více než dvěstěletou tradici.

### Lesní divadlo
Lesní divadlo nacházející se pod jihozápadním svahem Slavíčku bylo vybudováno v roce 1923. K částečné rekonstrukci vybavení došlo v letech 1957–1959 a později bylo poničeno. V roce 2004 bylo opět nově zrekonstruováno. Za jevištěm divadla se nacházejí chodby, vytesané ve skále, které tvoří malý jeskynní systém.

## Cestovní ruch
Vlakové spojení poblíž neexistuje. Do Svojkova zajíždí několik linek ČSAD Česká Lípa v trase Nový Bor – Zákupy.
Od autobusové zastávky Svojkov, u zámečku vedou na sever přes Modlivý důl turistické značené cesty. Zelená i žlutá vedou do Sedla pod Slavíčkem a ze žluté je odbočka k dobře přístupnému vrcholu. Na vrcholu je skalka, je však zarostlý, bez výhledu. K vrcholu je možné využít tytéž značené cesty z druhé strany, od Cvikova i Sloupu v Čechách.

## Galerie

Slavíček
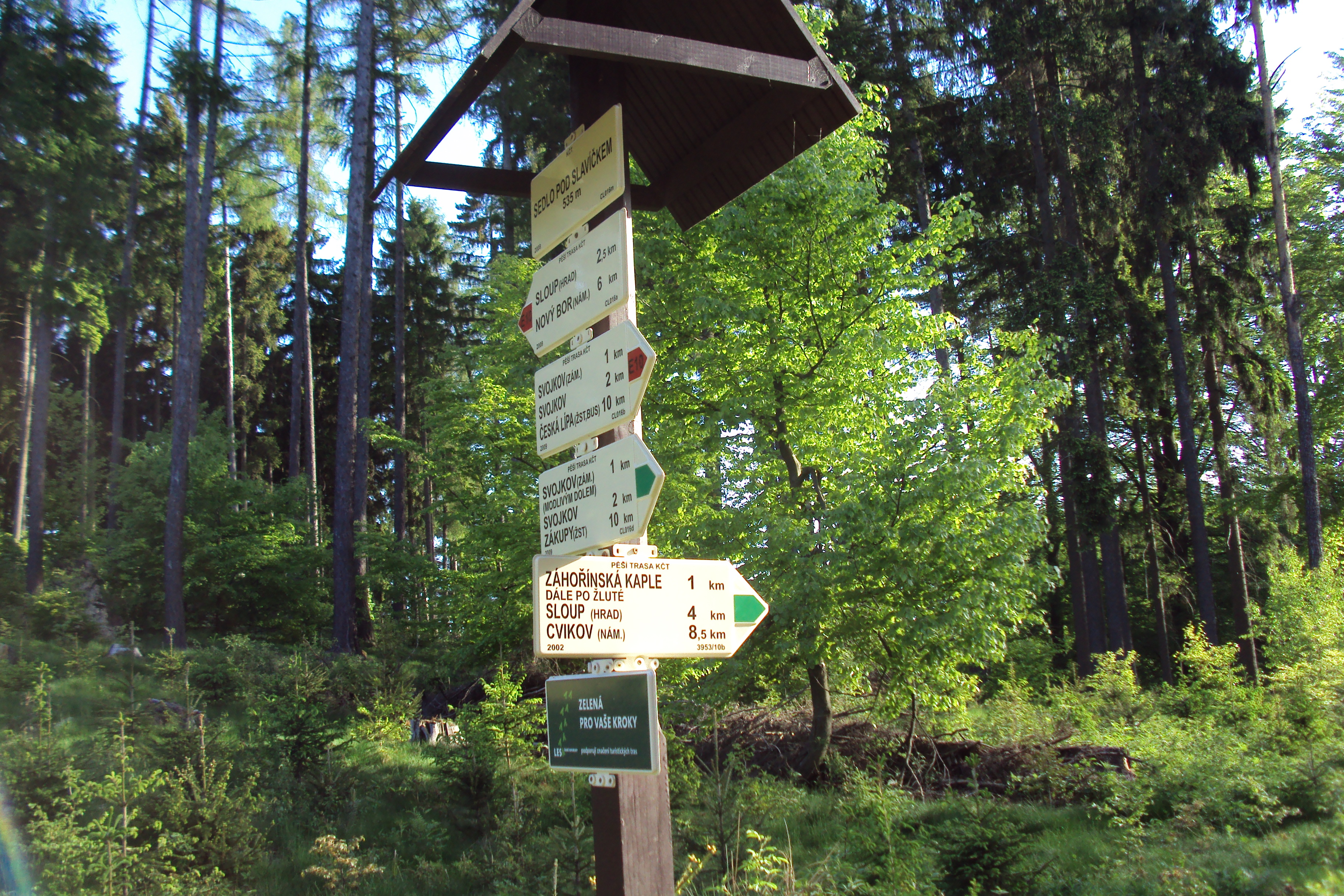
Sedlo pod vrcholem Slavíčka, turistický rozcestník (2011)
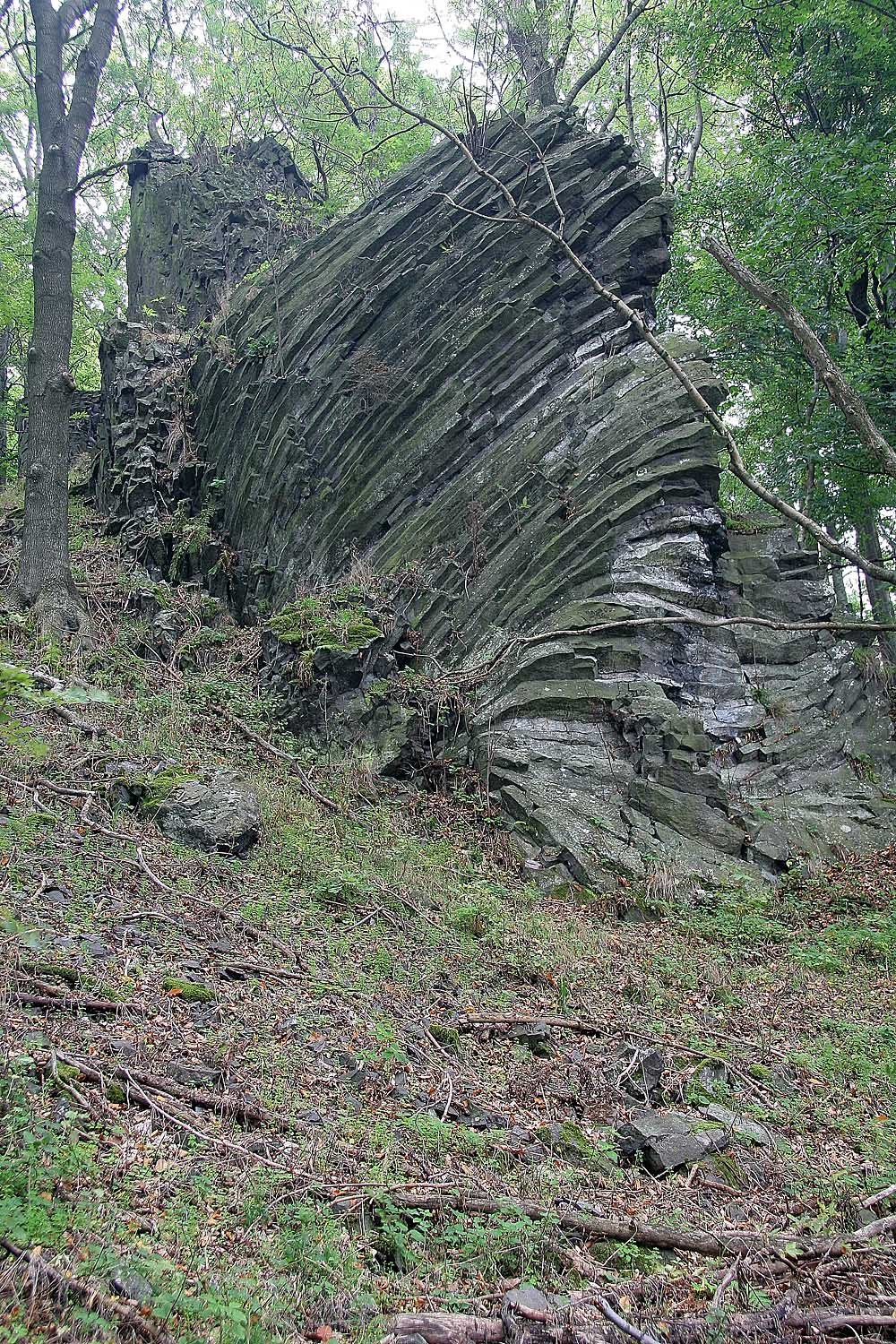
Čedičové vějíře na temeni kopce Slavíček (2004)
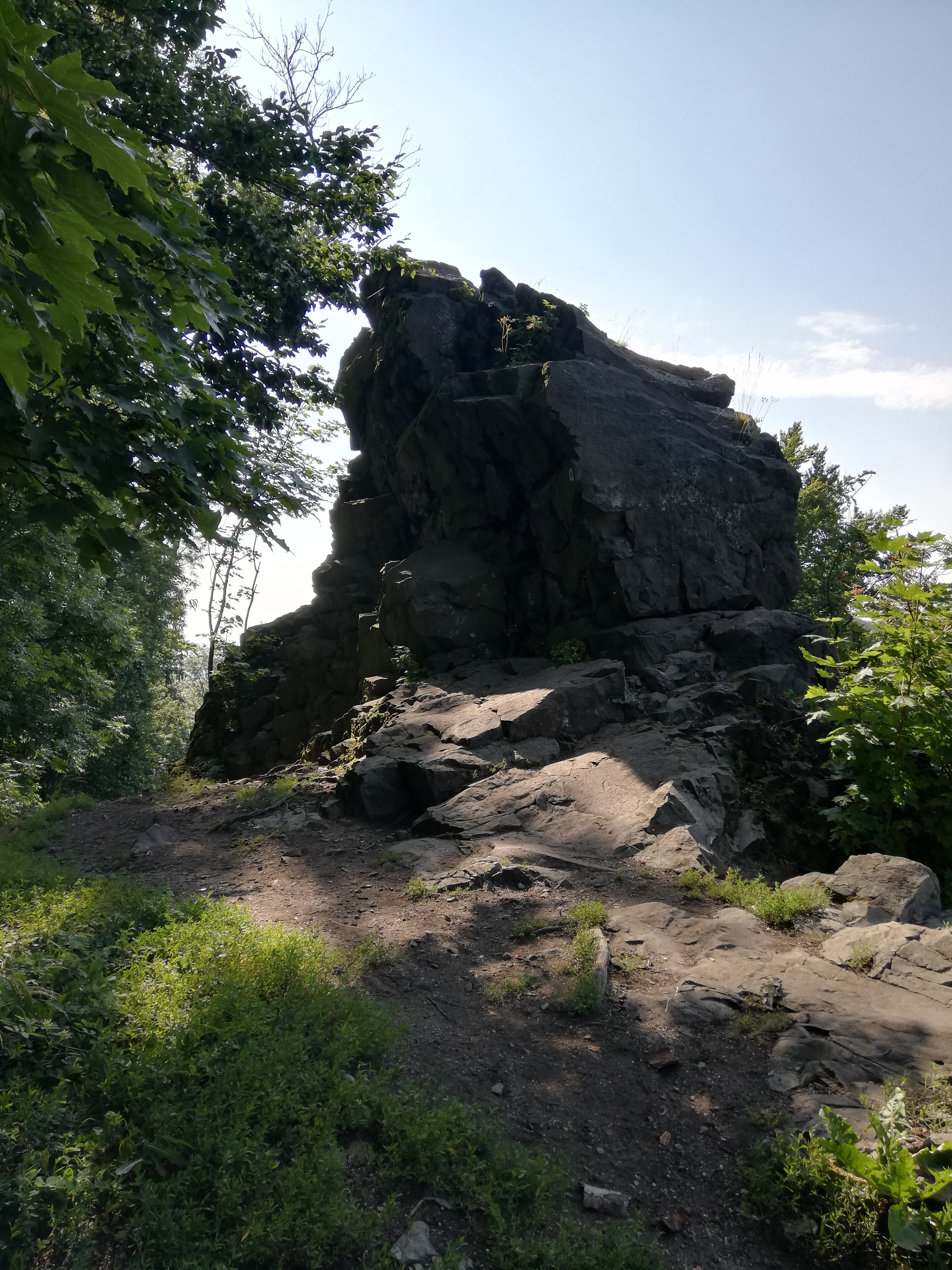
Vrcholové skalisko na Slavíčku (léto 2020)
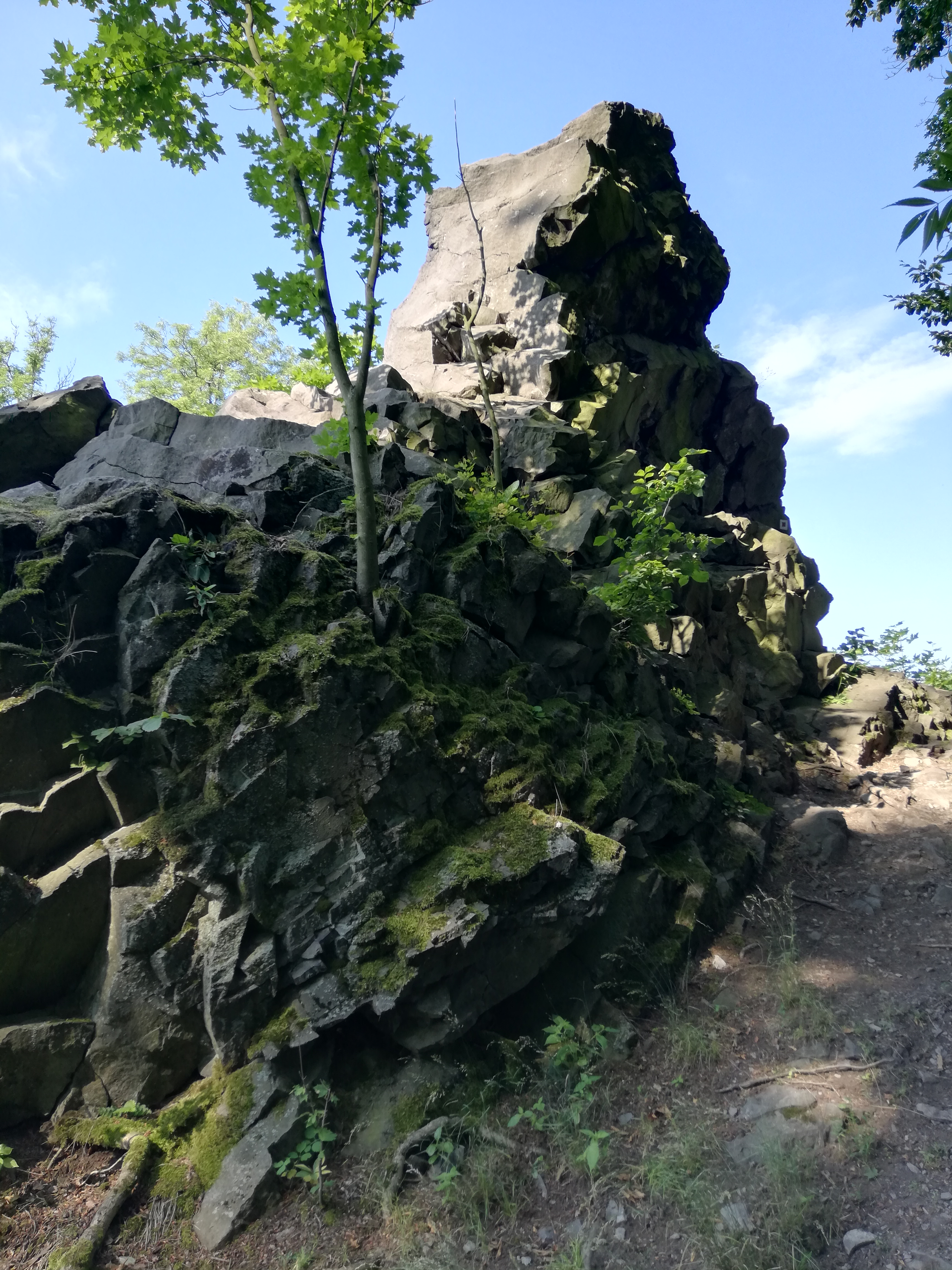
Vrcholové skalisko na Slavíčku (léto 2020)
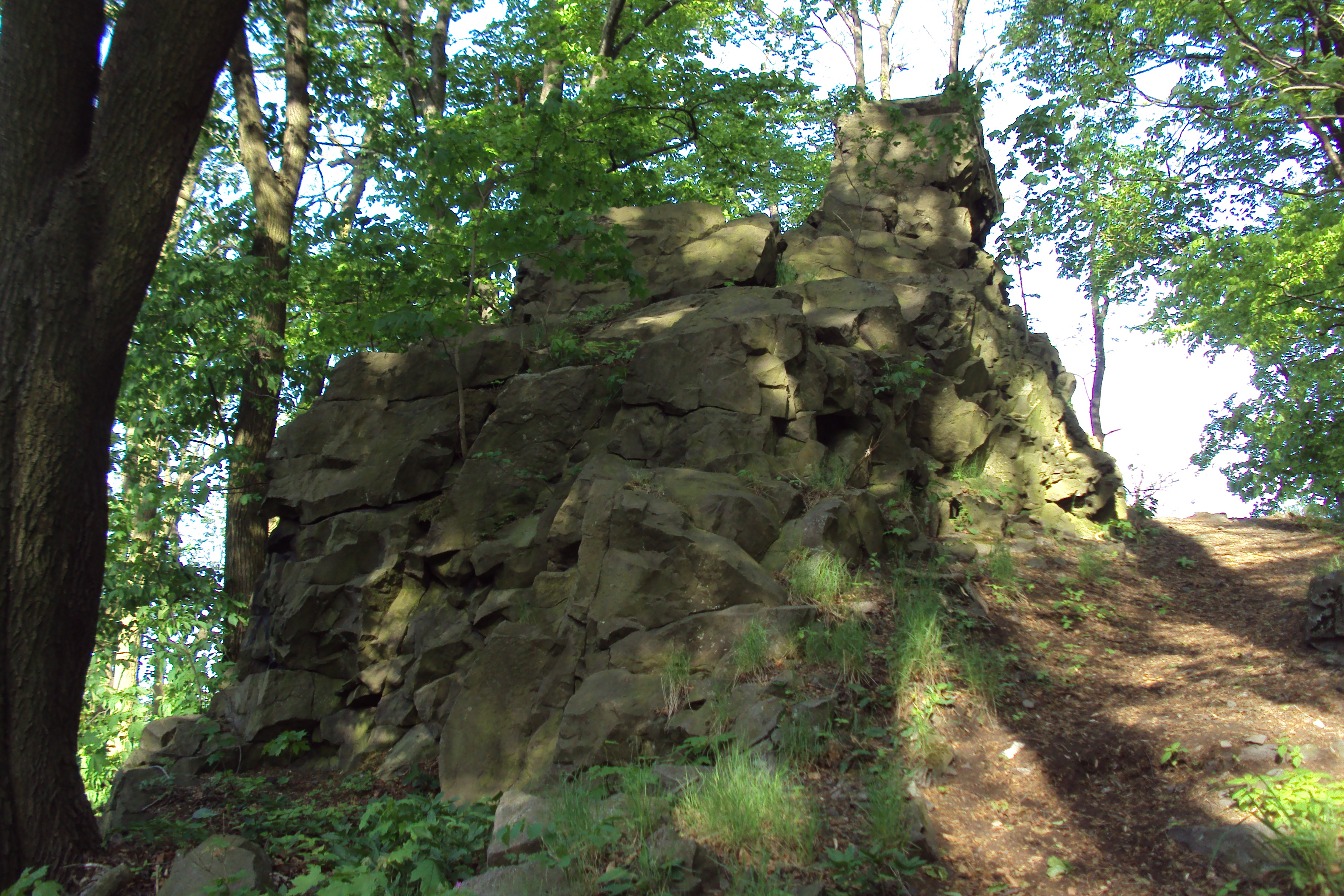
Vrcholové skalisko na Slavíčku (2011)